# Alexandre Etoli
Alexandre Etoli (en llatí Alexander Etolus, en grec antic Ἀλέξανδρος ὁ Αἰτωλός) fou un poeta i escriptor grec. L'únic representant conegut de la poesia etoliana. Era fill de Sàtir i Estratoclea, i va néixer a Pleuron a Etòlia, encara que va passar gran part de la seva vida a Alexandria, on era considerat un dels set poetes tràgics que constituïen la Plèiade tràgica. Va florir al voltant de l'any 280 aC, durant el regnat de Ptolemeu II Filadelf. El rei li va encarregar de recollir totes les tragèdies i drames satírics existents, i li va donar un despatx a la Biblioteca d'Alexandria. Va passar un temps amb Antàgores de Rodes i amb Arat a la cort d'Antígon II Gònates.

## Obres
Malgrat la distinció que va tenir com a poeta tràgic, sembla que se'l considerava més bon escriptor de poemes èpics, elegies, epigrames i cynaedi. Entre els seus poemes èpics, trobem els títols i alguns fragments de tres peces: El Pescador (ἁλιεὺς, Ateneu de Nàucratis. 7.296), Kirka o Krika (també citat per Ateneu. 7.283), que, tanmateix, diu que és dubtós i Helena. (Bekker, Anecd. Pàg. 96.)
De les seves elegies, encara en queden alguns bells fragments, conservats per Ateneu (4.170, XI. Pàg. 496, xv. Pàg. 899), Estrabó (XII. Pàg. 556, XIV. Pàg. 681) Parteni de Nicea (Erotica 4) Joan Tzetzes Ad Lycophr. 266). Els seus Cynaedi, o Ἰωνικὰ ποιήματα ("Ioniká poiémata" poemes jònics), els mencionen Estrabó i Ateneu. Alguns versos anapests en elogi d'Eurípides es va conservar Aulus Gel·li.

### Altres fonts
- Meineke, Analecta Alexandrina (1843)
- Bergk, Poetae Lyrici Graeci
- Auguste Couat, La Poésie alexandrine (1882).
- Aquest article incorpora text d'una publicació que es troba en domini públic: Chisholm, Hugh. Encyclopædia Britannica (edició de 1911) (en anglès). 11a ed.  Cambridge University Press, 1911.
- Smith, William (ed.). A Dictionary of Greek and Roman Antiquities (en anglès). 2a ed..  Boston: Little Brown and Company, 1859.
- Smith, William (ed.). A Dictionary of Greek and Roman Biography and Mythology (en anglès).  Boston: Little, Brown and Co., 1867 ().